# Ewodiusz (biskup Antiochii)
Ewodiusz (zm. ok. 68) – pierwszy biskup Antiochii (ok. 53–68), zaliczany do grona Siedemdziesięciu dwóch uczniów Jezusa Chrystusa, święty Kościoła katolickiego, prawosławnego, ormiańskiego i syryjskiego.
Następca św. Piotra Apostoła przywodził lokalnej społeczności chrześcijańskiej. Sakrę według Euzebiusza z Cezarei objął w trzy lata po wyjeździe apostoła z Antiochii. Nie ma informacji o tym kiedy jego następcą został Ignacy Antiocheński, a także brak dowodów na jego męczeńską śmierć, czy pozostawienie pism. Wspominany był 28 kwietnia, 30 czerwca i 7 września przez Greków i 1 maja przez Syryjczyków (według kalendarza juliańskiego).
Za sprawą Ado z Vienne wprowadzony był do martyrologiów łacińskich i wspominany 6 maja. Zaliczany do grona Siedemdziesięciu dwóch uczniów Jezusa Chrystusa.